# 默爾斯
默尔斯（德語：Moers，發音：[ˈmœʁs] ⓘ；旧作）是德国北莱茵-威斯特法伦州杜塞尔多夫行政区韦瑟尔县的城市，面积67.68平方千米，2023年12月31日人口为105,606人。

## 历史
已知从1186年起，默尔斯伯国是神圣罗马帝国的一个独立的伯国。八十年战争期间，它被荷兰和西班牙军队交替占领。
1702年，威廉三世死后，默尔斯被普鲁士国王继承，所有荷兰军队和居民被驱逐。
1795年，默尔斯被法国吞并。1815年维也纳会议后，默尔斯重归普鲁士，1871年成为了德意志帝国的一部分。

## 人物
- 克里斯蒂安·埃尔霍夫，職業冰球選手
- 斯特凡·帕斯拉克（德语：Stephan Paßlack），前足球運動員
- 蒂莫·韦斯，曲棍球运动员
- 本亚明·韦斯，曲棍球运动员

## 友好城市
默尔斯与以下城市结为友好城市：
- 法國 邁松阿爾福（1966年）
- 法國 巴波姆（1974年）
- 英格兰 諾斯利（1980年）
- 以色列 拉姆拉（1987年）
- 尼加拉瓜 拉特立尼達（1989年）
- 德国 塞洛（1990年）
- 義大利 斯塔泽马（2019年）